# Epamera violacea
Epamera violacea är en fjärilsart som beskrevs av Riley 1928. Epamera violacea ingår i släktet Epamera och familjen juvelvingar. Inga underarter finns listade i Catalogue of Life.